# Massac (Kentucky)
Massac és una concentració de població designada pel cens dels Estats Units a l'estat de Kentucky. Segons el cens del 2000 tenia 3.888 habitants.

## Demografia
Segons el cens del 2000, Massac tenia 3.888 habitants, 1.610 habitatges, i 1.189 famílies. La densitat de població era de 387,9 habitants/km².
Dels 1.610 habitatges en un 34,4% hi vivien nens de menys de 18 anys, en un 60,5% hi vivien parelles casades, en un 10,7% dones solteres, i en un 26,1% no eren unitats familiars. En el 21,9% dels habitatges hi vivien persones soles el 7% de les quals corresponia a persones de 65 anys o més que vivien soles. El nombre mitjà de persones vivint en cada habitatge era de 2,41 i el nombre mitjà de persones que vivien en cada família era de 2,81.
Per edats la població es repartia de la següent manera: un 24,6% tenia menys de 18 anys, un 8,3% entre 18 i 24, un 27,4% entre 25 i 44, un 27% de 45 a 60 i un 12,7% 65 anys o més.
L'edat mediana era de 39 anys. Per cada 100 dones de 18 o més anys hi havia 86,3 homes.
La renda mediana per habitatge era de 46.201 $ i la renda mediana per família de 61.105 $. Els homes tenien una renda mediana de 39.413 $ mentre que les dones 25.240 $. La renda per capita de la població era de 22.519 $. Entorn del 7,2% de les famílies i l'11,4% de la població estaven per davall del llindar de pobresa.

## Poblacions més properes
El següent diagrama mostra les poblacions més properes.